# Saint-Jean-Port-Joli
Saint-Jean-Port-Joli, antiguamente Port-Joly o Port-Jolly, es un municipio perteneciente a la provincia de Quebec en Canadá. Es la sede del municipio regional de condado (MRC) de L'Islet en la región administrativa de Chaudière-Appalaches.

## Geografía

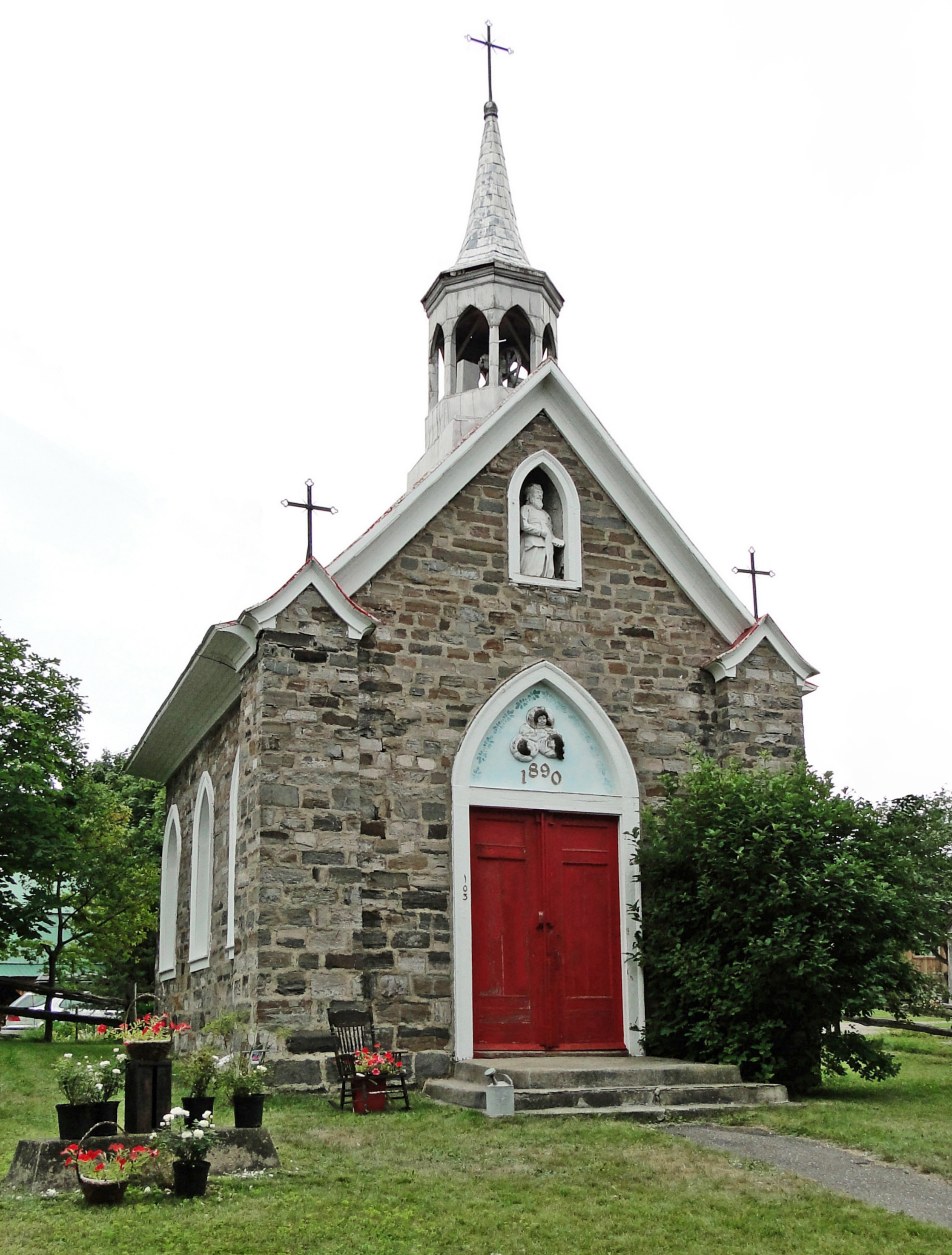
Capilla de Saint-Jean-Port-Joli

Saint-Jean-Port-Joli se encuentra en la margen sur del estuario del San Lorenzo en Côte-du-Sud. Limita al noroeste con el San Lorenzo, al noreste con Saint-Roch-des-Aulnaies, al este con Sainte-Louise, al sureste con Saint-Aubert y al suroeste con L’Islet. Su superficie total es de 242,09 km², de los cuales 69,39 km² son tierra firme. La gran parte de la superficie en agua corresponde al estuario. La rivière Trois Saumons y la rivière Port Joli bañan la localidad.

## Urbanismo
La iglesia Saint-Jean-Baptiste, construida en el siglo XVIII, Jean y Pierre Baillairgé, presenta una bella arquitectura.

## Historia
En Nueva Francia, el señorío  de Port-Joly fue concedido a Noël Langlois-Traversy en 1677. Los primeros habitantes se establecieron en 1679 circa la actual rivière Trois Saumons. Traversy revendió el señorío a Charles Aubert de La Chesnaye en 1686. La parroquia católica de Saint-Jean, honrando Juan el Bautista, fue creada en 1721 por separación de la parroquia de Notre-Dame-de-Bon-Secours-de-L'Islet. El municipio de Port-Joly fue instituido en 1845 y abolido en 1847, recreado en 1855 como el municipio de parroquia de Saint-Jean-Port-Joli. Dos años más tarde, el municipio de parroquia de Saint-Aubert fue creado por separación de Saint-Jean-Port-Joli. La economía local fue desarrollada para los carpinteros, los tejedores, los leñadores, los labradores, los marinos y los pescadores. A partir de 1930, Saint-Jean-Port-Joli se vuelvó un importante centro de artesano, bajo la iniciativa de Médard Bourgault y sus hermanos.

## Política
El consejo municipal se compone del alcalde y de seis consejeros sin división territorial. El alcalde actual (2015) es Jean-Pierre Dubé.
|            | 2005-2009                                                                                    | 2009-2013                                                                                             | 2013-2017                                                                                      |
| Alcalde    | Jean-Pierre Dubé                                                                             | Jean-Pierre Dubé                                                                                      | Jean-Pierre Dubé                                                                               |
| Consejeros | Josette Dubé Louise Fortin Marcellin Frégeau Étienne Guay Jean-Pierre Lebel Judith St-Pierre | Nathalie Arsenault Stanley Bélanger Josette Dubé Marcellin Frégeau Jean-Pierre Lebel Judith St-Pierre | Stanley Bélanger Richard Bernier Pierre Bussières Normand Caron Anthony Hallé Judith St-Pierre |

* Al inicio del termo pero no al fin.  ** Al fin del termo pero no al inicio.  # En el partido del alcalde (2013).
A nivel supralocal, Saint-Jean-Port-Joli está incluso en el MRC de L’Islet. El territorio del municipio está ubicado en la circunscripción electoral de Côte-du-Sud a nivel provincial y de Montmagny—L'Islet—Kamouraska—Rivière-du-Loup a nivel federal.

## Demografía
Según el censo de Canadá de 2011, Saint-Jean-Port-Joli contaba con 3304 habitantes. La densidad de población estaba de 47,9 hab./km². Entre 2006 y 2011 hubo una disminución de 59 habitantes (1,8 %). En 2011, el número total de inmuebles particulares era de 1658, de los cuales 1472 estaban ocupados por residentes habituales, otros siendo en mayor parte residencias secundarias. El pueblo de Saint-Jean-Port-Joli contaba con 1890 habitantes, o 57,2% de la población del municipio, en 2011.
Evolución de la población total, 1991-2015

## Economía
Saint-Jean-Port-Joli es un importante centro de artesano, incluyendo la escultura en madera, la alfarería, el tejido y la fabricación de barcos miniaturas.

## Sociedad

### Personalidades
- Charles Aubert de La Chesnaye (1632-1702), señor
- Philippe Aubert de Gaspé (1786-1861), autor
- Philippe Aubert de Gaspé, hijo (1814-1841), periodista y autor
- Médard Bourgault (1897-1967), escultor
- Richard "Baby Face" Paré (1971-), guitarrista de "Act of Disorder". También es el hombre más ruidoso del pueblo.